# Охотский 43-й пехотный полк
43-й пехотный Охо́тский полк — пехотная воинская часть Русской императорской армии. С 1829 по 1918 годы входил в состав 11-й пехотной дивизии.
- Старшинство — 16 августа 1806 года.
- Полковой праздник — 6 августа.

## Места дислокации
В 1820 году — м. Орхей. Полк входил в состав 16-й пехотной дивизии. 

## Формирование и кампании полка
Полк сформирован 16 августа 1806 года из одной гренадерской и трёх мушкетёрских рот Селенгинского мушкетёрского полка и рекрут, в составе трёх батальонов, под названием Охотский мушкетёрский полк.
Во время русско-турецкой войны 1806—1812 годов принимал участие в неудачном штурме Рущука 22 июля 1810 года и отбил 9 октября 1811 года два нападения турок у Видина.
22 февраля 1811 года полк переименован в Охотский пехотный полк.
В Отечественную войну 1812 года полк находился в составе 16-й пехотной дивизии 4-го корпуса Дунайской армии и, оставив один батальон на Волыни для охраны границы от возможного вторжения австрийцев, принимал участие в сражениях с французами на завершающих этапах кампании. В 1813 году полк участвовал в осаде крепости Замостье и в сражениях при Кацбахе и Лейпциге. В кампании 1814 года находился при осаде Касселя и в сражениях при Бриенне, Суассоне и Париже. За доблестное участие в Наполеоновских войнах полку 3 мая 1814 года были пожалованы Георгиевские знамёна.
Во время русско-турецкой войны 1828—1829 годов 1-й и 2-й батальоны Охотского полка участвовали в осаде Силистрии и в сражениях при Эски-Арнаут-Ларе, Кулевче, Сливно и совершили поход к Адрианополю. За доблесть в этих сражениях полку были пожалованы 6 апреля 1830 года знаки отличия на головные уборы.
28 января 1833 года, после присоединения 2-го батальона 36-го егерского полка и 1-го и 3-го батальонов Нашебургского пехотного полка, полк переименован в Охотский егерский и приведён в состав четырёх действующих и двух резервных батальонов.
28 февраля 1834 года 6-й резервный батальон был расформирован. В 1842 году 5-й резервный батальон был также упразднён и при полку оставлены только кадры для 5-го и 6-го батальонов.
В 1849 году полк участвовал в подавлении Венгерского восстания и находился в сражении при Фельшо-Зольца.
В ходе Крымской войны в 1854 году полк участвовал в осаде Силистрии. 4 декабря 1853 года 5-й и 6-й батальоны были укомплектованы бессрочно-отпускными, а 10 марта 1854 года вновь сформированы 7-й и 8-й запасные батальоны. 22 октября 1854 года Охотский полк прибыл в Севастополь и принял участие в Инкерманском сражении. В этот день Охотский полк стремительно атаковал английскую батарею и после рукопашного боя захватил 9 орудий. К англичанам на помощь подошла их гвардия и быстрым натиском выбила Охотский егерский полк с батареи. Во время этой атаки был убит знаменщик и знамя попало в руки англичан. Унтер-офицер Иван Барабашев и рядовой Игнатьев, видя это, бросились на батарею в кучу врагов и вырвали знамя из неприятельских рук. Охотский полк, поддержанный Селенгинским и Якутским пехотными полками, ударил в штыки, и англичане снова уступили русским батарею. Наступление французского корпуса Боске вызвало повторную контратаку, после которой Охотский полк вынужден был отступить с большим уроном. 5 ноября 1854 года Охотский полк вступил в Севастополь и находился при отражении штурмов 26 мая, 6 июня и 27 августа.
17 апреля 1856 года Охотский егерский полк переименован в Охотский пехотный. 30 августа 1856 года 1, 2, 3 и 4-му батальонам были пожалованы новые Георгиевские знамёна. По окончании Крымской войны 5, 6, 7 и 8-й батальоны были расформированы, 4-й батальон причислен к резервным войскам, и полк приведён в состав трёх батальонов с тремя стрелковыми ротами.
13 октября 1863 года из 4-го резервного батальона и бессрочно-отпускных был сформирован Дорогобужский пехотный полк.
25 марта 1864 года Охотский пехотный полк получил № 43.
В русско-турецкую войну 1877—1878 годов полк находился в нескольких делах с неприятелем. За участие в этой войне полку пожалованы 17 апреля 1878 года Георгиевские трубы.
7 апреля 1879 года сформирован 4-й батальон. 16 августа 1906 года, в день столетнего юбилея, полку пожаловано новое Георгиевское знамя.
Расформирован в январе 1918 года.

## Знаки отличия полка
- Георгиевское знамя с надписью «В вознаграждение отличного мужества и храбрости, оказанных в 1812, 1813 и 1814 гг., и за Севастополь в 1854 и 1855 годах» и «1806—1906», с Александровской юбилейной лентой.
- Знаки отличия на головные уборы с надписью «За отличие».
- Георгиевские серебряные трубы с надписью «За отличие в Турецкую войну 1877—1878 годов».

## Шефыполка
- 24.08.1806 — 07.10.1810 — генерал-майор Лидерс, Николай Иванович
- 20.11.1810 — 03.07.1813 — полковник Раков, Семён Ильич

## Командиры полка
- 24.06.1808 — 02.06.1812 — подполковник Штегеман, Антон Осипович
- 02.06.1812 — 01.01.1816 — подполковник Ковырхев
- 01.01.1816 — 19.04.1816 — полковник Пущин, Павел Сергеевич
- 19.04.1816 — 11.01.1823 — полковник Соловкин, Василий Тимофеевич
- 25.02.1823 — 19.03.1824 — подполковник Дорожинский, Леопольд Кузьмич
- 19.03.1824 — 30.12.1837 — подполковник (с 24.01.1829 полковник, с 06.12.1837 генерал-майор) Белогужев, Александр Николаевич
- 01.02.1838 — 23.02.1845 — полковник (с 08.09.1843 генерал-майор) Златковский, Леонтий Дмитриевич
- 23.02.1845 — 18.10.1849 — полковник (с 03.04.1849 генерал-майор) Быков, Николай Сергеевич
- 18.10.1849 — 27.02.1855 — полковник Бибиков, Дмитрий Сергеевич
- 27.02.1855 — 09.01.1857 — подполковник (с 02.06.1855 полковник) Малевский, Андрей Константинович
- 31.01.1857 — 04.06.1857 — полковник Пороховников, Виктор Иванович
- 04.06.1857 — 02.08.1861 — полковник Русинов, Фёдор Иванович
- 02.08.1861 — 22.01.1862 — полковник Гернет, Карл Андреевич
- 22.01.1862 — 13.08.1864 — полковник Титков, Константин Егорович
- 13.08.1864 — хх.хх.1866 — полковник Ростковский, Аркадий Францевич
- хх.хх.1866 — 28.01.1869 — полковник Долгово-Сабуров, Михаил Яковлевич
- 09.02.1869 — 15.10.1876 — полковник Устругов, Михаил Тимофеевич
- 15.10.1876 — 02.11.1876 — полковник Снарский, Николай Францевич
- 02.11.1876 — 08.03.1877 — полковник (с 21.11.1876 флигель-адъютант) Вилламов, Владимир Александрович
- 08.03.1877 — 31.03.1877 — полковник Панпушко, Василий Артемьевич
- 31.03.1877 — 31.10.1877 — полковник Больдт, Константин Егорович
- 31.10.1877 — 06.03.1883 — полковник Карганов, Александр Александрович
- 15.03.1883 — 01.06.1884 — полковник Макеев, Михаил Петрович
- 01.06.1884 — 03.12.1884 — полковник Сакварелидзе-Бежанов, Егор Егорович
- 29.12.1884 — 01.07.1895 — полковник Фабрициус, Александр Францевич[3]
- 19.07.1895 — 30.06.1899 — полковник Ралгин, Николай Павлович
- 14.07.1899 — 02.11.1902 — полковник Якубинский, Владимир Петрович[4]
- 03.11.1902 — 13.03.1903 — полковник Эйсымонт, Михаил Казимирович
- 19.03.1903 — 05.03.1904 — полковник Михайлов, Виктор Петрович
- 06.03.1904 — 25.05.1904 — полковник Порай-Кошиц, Евгений Александрович
- 25.05.1904 — 29.12.1905 — полковник Свидзинский, Дионисий-Антон Фердинандович
- 28.01.1906 — 15.01.1909 — полковник Пржилуцкий, Владимир Емельянович
- 19.01.1909 — 11.11.1911 — полковник Дергаченко, Алексей Адамович
- 11.11.1911 — 18.09.1913 — полковник князь Баратов, Константин Иванович
- 11.10.1913 — 02.07.1915 — полковник Ларионов, Николай Степанович
- 17.07.1915 — 10.08.1915[5] — полковник Смирнов, Николай Владимирович
- 22.09.1915 — 23.11.1915 — полковник Лебедев, Николай Владимирович
- 22.12.1915 — 25.10.1916 — полковник (с 20.10.1916 генерал-майор) Батранец, Николай Леонтьевич
- 22.11.1916 — 28.04.1917 — полковник Жолынский, Иосиф Иосифович
- 28.04.1917 — после 25.08.1917 —  полковник фон Гоерц, Николай Никитич

## Известные люди, служившие в полку
- Алабин, Пётр Владимирович — Самарский городской голова, писатель
- Глаголев, Матвей Фёдорович — военный врач, участник Крымской войны
- Квятковский, Иван Константинович — военный врач, участник Кавказских походов
- Лидерс, Александр Николаевич — генерал-адъютант, командующий 5-м пехотным корпусом
- Лишень, Пётр Степанович — генерал-майор, участник Наполеоновских войн